# V1054 Ophiuchi

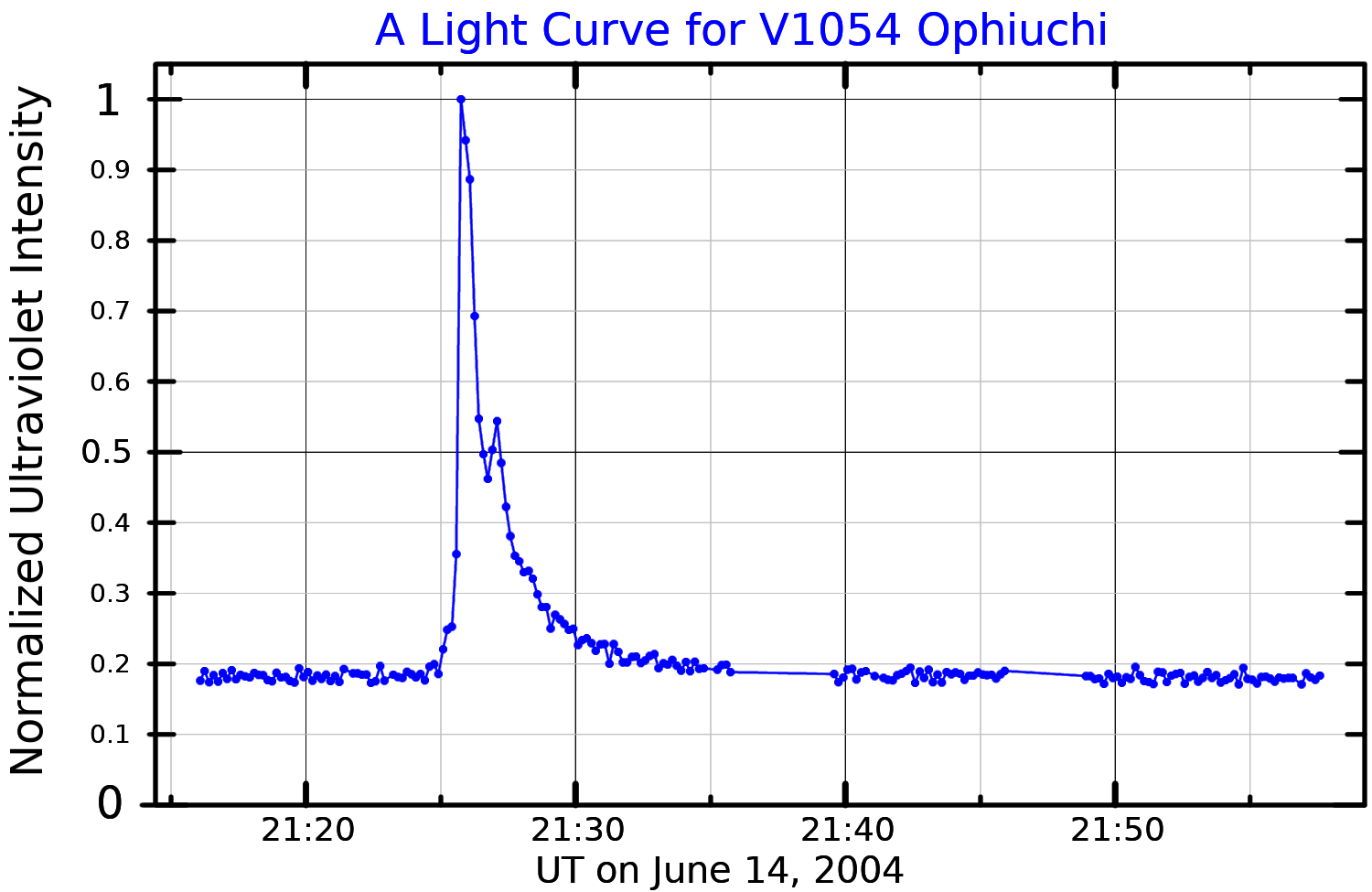
Lichtkromme van een flare van V1054 Oph

V1054 Ophiuchi is een vijfvoudige ster in het sterrenbeeld Ophiuchus alle vijf de sterren hebben een spectraalklasse van M3.V, M3.Ve, M3.Ve, M3.5V en M7.0V. De ster bevindt zich 21,2 lichtjaar van de zon.